# 中医执业范围
中医执业范围是指在中國大陸，中医或中西医结合执业医师的执业范围。

## 法規
在中国大陆，对中医中医或中西医结合执业医师的执业范围进行过规范的文件为2001年6月20日卫生部和中医药管理局颁布的《关于医师执业注册中执业范围的暂行规定》中，指出中医、民族医、中西医结合等相關医师專業包括如下：　
1. 中医专业
2. 中西医结合专业
3. 蒙医专业
4. 藏医专业
5. 维医专业
6. 傣医专业
7. 省级以上卫生行政部门规定的其他专业

2006年9月4日卫生部和中医药管理局颁布的《关于修订中医类别医师执业范围的通知》进一步作出规定：在原有的中医类别医师执业范围中增设“全科医学专业”。

## 中医或中西医执业医师争取明确定義中医执业范围
由於2001年6月20日卫生部和中医药管理局颁布的《关于医师执业注册中执业范围的暂行规定》中，中医执业医师的执业范围只是模糊的「中医」二字，缺乏进一步的补充说明。导致中医执业医师不但在综合医院的临床科室，就在中医院的这些临床科室行医也没有得到卫生监督部门的认可，在法律上陷入了非法的境地。
中医执业医师为争取明确中医执业范围，以争取合法行医的权利，曾组织过以下活动：
- 2009年3月，中国政协委员连建伟提出，在现有法规规定下，中医类院校的毕业生不能参加临床、口腔、公共卫生类别的医师资格考试，他们只能到综合医院的中医科和中医院，如果到综合医院的临床科室执业，是不合法的。“这是和临床实际严重脱节的规定。”因此，在中国一年一度的最高级别的政协会议上，他提议修改《执业医师法》，把中医类执业医师归入临床类中，划分为内、外、妇、儿、骨伤，康复等专业，准许在综合医院相应专业科室执业。
- 2009年4月18日一百多名中医硕博在天涯论坛发表了呼吁书：《拯救中医，救赎自己》。在文章中他们呼吁：国家承认的中医临床医学系、中西医结合系毕业生，且经中医/中西医医师考试及格，领有中医类医师资格证书者，可以参加临床类别执业医师资格考试。其中所謂的中医临床医学系是指：中医学（包含中医骨伤），中西医临床医学，针灸推拿学。
- 2009年6月中国医师协会网站对此事件表示关注，并制作了名为“中医执业之困”的专题[1]。
- 2009年7月15日中国青年报发表了"中医毕业生就业遭遇法律障碍"一文，对中医执医医师的困境进行了深度报道[2]。

但是亦有反对中医执业医师进入临床工作的呼声，理由是中医执业医师所受的现代医科教育不足，不具备临床科室执业的能力。
浙江中医药大学校长连建伟，戴敏等则认为，现代的中医执业医师教育早已现代化，已具备了在各级医院临床科室执业的能力，所需要的只是法律的认可，以免造成中国医学教育资源的被浪费。

## 中医执业医师执业范围问题的历史渊源
在中国大陆，建国初期，中国一穷二白，缺医少药，全国西医仅有2万多人，中医虽有几十万人，但却不能正常发挥作用。全国约有80%的病人未得到正规的医疗帮助。为改变这种局面，1949年9月，共产党中央从保护和发展中医药的角度着重指出，只有很好地团结中医，提高中医，搞好中医工作，才能担负起几亿人口艰巨的卫生工作任务。
党和政府认为只有把中国几十万中医的人力资源调动起来，让他们学习现代医学技术，让他们去挖掘祖国医学的伟大宝库，才有可能在极困难的条件下为中国人民建立起基本的医疗保障。
为此，在中国建立一支具有改造旧医能力，“中西结合的高级医生”的队伍，迫在眉睫。1955全国第一届西医学习中医研究班同时开学。1955年12月，在中医研究院成立的同时，全国第一届西医离职学习中医研究班开学，从全国调来76名有经验的西医脱产两年半学习中医。从1955年底到1956年初，卫生部又在北京、上海、广州、武汉、成都、天津等地举办了6期西医离职学习中医班，从全国范围内抽调部分医学院校毕业生及有一定临床经验的西医参加，系统学习中医理论和治疗技术两年半。参加学习的共有300多人。
西学中班是后来的中医系和中医学院的雏型。1956年卫生部召开全国卫生工作会议，制定卫生事业十二年远景规划。成都、上海、北京、广州四所中医学院相继成立。
这些出生于现代医学院校，又去学习中医知识的医师就是中国第一代具有规定学历的中医执业医师。
对于他们存在的意义，1956年，党和政府这样指示：“应该学外国近代的东西，学了以后来研究中国的东西。就医学来说，要以西方的近代科学来研究中国的传统医学的规律，要发展中国的新医学。”
他们学成归来后，大多数成为以后中医或中西医结合研究的技术骨干和学术带头人，他们和西医一起响应党的“把医疗卫生工作的重点放到农村去”的号召，在“面向工农兵、预防为主、中西医结合。”中华人民共和国卫生工作的三个基本原则的指导下，深入城乡，深入田间地头，以现代医学为工具，挖掘有用的祖国传统医学知识，同时为中国人民改造和培养了大量熟悉中西医知识的基层医师。
这些具有规定学历的中医执业医师，通过他们的努力，将祖国传统医学的宝贵遗产，批判地接受，把其积极的一面吸收过来加以发挥，使它科学化；另一面，对不合理的进行研究，分析批判。在共和国百废待新的岁月中，为共和国的卫生事业做出了自己的贡献。
从“西学中班”，到“中医系”，再到“中医学院”，最后到“中医药大学”，目的都是因地制宜，在中国一穷二白，又被各国封锁的背景下，为中国老百姓提供最基本的医疗保障。
这套体制在当时解决了很大的问题。1949年之后中国人民在健康状况方面的改善在世界范围内有目共睹：很多流行性 疾病，如天花、霍乱、性病等得到较彻底的消除，而寄生虫病如血吸虫病和疟疾 等得到了大幅度的削减。平均寿命从1949年左右的35岁增加到了80年代早期的70岁 。出生婴儿死亡率也从1950年估计的约千分之二百五十减少到1981年的低於千分之五十。1980年，中国的平均寿命高於很多收入水准比中国高的国家。
世界卫生组织有感于这套体制的成就，在1978年召开的、著名的阿马阿塔（Alma Ata）会议上，将中国的医疗卫生体制推崇为世界范围内基层卫生 推动计划的模范（Jamision et al. 1984; Yang et al. 1991; Chen et al. 1993; White 1998）。
作为历史的沿续，如今在中国的内外妇儿各个临床科室中，我们都可以在其中看到"西医，中医，中西医结合"三者在同一个科室中互相配合的场景。这三者都不是所谓的"传统医学医师"，都是在中国五十年代一穷二白的条件下诞生的"现代医学"医师。
因此，今天，我们在很多医院的"普外科"，"神内科"都能看到中医类别的医师挑大梁，做副主任医师，主任医师，这并不奇怪。因为从我们的人民共和国成立以来，没有一个中医药大学的学生不是经过现代医学教育体系培养出来的，也没有一个中医药大学生不是在现代医院中完成了他们的见习实习：他们是名符其实的现代医学临床工作者。
进入改革开放后的今天，中国的现代化建设取得了重大的进步，改革开放以来，中国卫生工作也有很大的发展。以2005年末为例，全国全国卫生机构总数29.9万个，卫生人员总数542.7万人，其中：卫生技术人员446.0万人。建国初期那个缺医少药的时代黄鹤一去不复返了。但是，在今天新医改正在启动，历史将书写崭新一页时，我想决策者们不应忘记第一代规定学历的中医执业医师诞生的历史，忘记规定学历的中医执业医师的由来及其职责。
1999年后，许多不熟悉历史的卫生执法者，将规定学历的中医执业医师和"传统医学"医师等同，拒绝让他们进入临床工作，他们的行为让很多中医执业医师在事业上，甚至于生存上陷入了困境，也让中医药大学的毕业生一毕业就处于无处行医的境地。有人认为做一名"具有规定学历的中医执业医师"是医师自己的选择，现在遇到如此困境应该由他们自己承担责任。但是，这种做法是欠妥的。因为也可以这样理解：是历史选择了这些中医执业医师。中国人民选择了我们的现在当政的共产党领导下的人民政府，而这个政府从中国人民的根本利益出发，作出了"中医、西医、中西医"三支力量在同一个科室中团结配合，一起为人民健康服务的政策，所以才有现在"中医，中西医，西医"在同一个临床科室协作，共事的现状。